# 이현민 (농구 선수)
이현민(1983년 6월 16일 ~ )은 대한민국의 전 농구선수이다.
군산시 출신으로, 경희대학교 체육학부 스포츠지도전공을 졸업하고, 2006년 신인 드래프트에서 1라운드 3순위로 LG에 입단했다.
06-07시즌 신인상을 수상했다. 군 복무중이던 2011년 서장훈의 반대급부로 강대협과 함께 전자랜드로 이적하였고, 2012년 2월 전역하였다. 2013~2014 시즌엔 오리온스 소속 선수였던 정재홍과의 맞트레이드로 인하여 고양 오리온스로 이적하였다. 이후 2016년 박재현의 맞상대로 서울 삼성 썬더스로 이적했다가 김태술과의 트레이드로 전주 KCC 이지스로 이적했다. 이후 2019년 이진욱과의 트레이드로 3년만에 다시 고양 오리온 오리온스로 복귀하였다. 2020 FA시장에서 단년 7000만원에 울산 현대모비스 피버스로 이적했다.2021-2022 시즌후 FA자격을 취득하였으나 은퇴를 선언하였다.

## 선수 경력
- 2006년 ~ 2010년 창원 LG 세이커스
- 2012년 ~ 2013년 인천 전자랜드 엘리펀츠
- 2013년 ~ 2016년 고양 오리온 오리온스
- 2016년 ~ 2016년 서울 삼성 썬더스
- 2016년 ~ 현재 전주 KCC 이지스

## 출신 학교
- 군산초등학교
- 군산중학교
- 군산고등학교